# ديفيد جمالي
ديفيد جمالي (13 ديسمبر 1974

 في تولوز) (بالفرنسية: David Jemmali)‏ لاعب كرة قدم من أصول يهودية تونسي الجنسية فرنسي المولد يلعب حاليا لصالح نادي الدرجة الأولى غرونوبل الفرنسي منذ 2008 في مركز الظهير الأيسر .
لعب جمالي في أندية كان (1994-1997) بوردو (1997-2008) .
ساهم جمالي في تتويج نادي بوردو ببطولة دوري الدرجة الأولى موسم 1998/1999 وبطولة كأس الدوري الفرنسي مرتين موسمي 2001/2002 و2006/2007 .
شارك جمالي في أول مباراة دولية مع منتخب تونس في مواجهة منتخب صربيا والجبل الأسود في 1 مارس 2006 . شارك جمالي في بطولة كأس العالم لكرة القدم 2006 التي أقيمت في ألمانيا . لعب جمالي في المباراة الأولى أمام منتخب السعودية التي انتهت بالتعادل 2/2 ولكنه غاب عن المباراتين التاليتين أمام منتخبي إسبانيا وأوكرانيا التين انتهتا بالخسارة 1/3 و0/1 على التوالي . أصبح مجموع عدد مباريات جمالي الدولية 6 .

## مسيرته الكروية
لعب ديفيد جمالي خلال مسيرته الاحترافية مع 3 أندية في ستة عشر موسمًا وسجل خلالها 5 أهداف ضمن 324 مباراة. ولم يفز بأي موسم بالكأس وفاز في موسم واحد بالدوري.
خاض ديفيد جمالي مسيرته مع نادي كان في موسم 1994–95 واستمر معه طيلة ثلاثة مواسم، مشاركًا في 56 مباراة ولم يسجل أي هدف. ثم انتقل إلى نادي جيروندان بوردو في موسم 1997–98 ليلعب معه أحد عشر موسمًا، حيث شارك في 240 مباراة سجل خلالها 5 أهداف. لينتقل بعدها إلى نادي غرونوبل في موسم 2008–09 ولمدة موسمين، مشاركًا في 28 مباراة ولم يسجل أي هدف.

## روابط خارجية
- ديفيد جمالي على موقع الاتحاد الدولي (مؤرشف)  (الإنجليزية)
- ديفيد جمالي على موقع الاتحاد الأوربي (الإنجليزية)
- ديفيد جمالي على موقع رابطة كرة القدم الفرنسية للمحترفين (الإنجليزية)
- ديفيد جمالي على موقع قاعدة بيانات كرة القدم.إي يو (الإنجليزية)
- ديفيد جمالي على موقع ليكيب (الفرنسية)
- ديفيد جمالي على موقع ناشيونال فوتبول تيمز (الإنجليزية)
- ديفيد جمالي على موقع كووورة